# Dérive des instructions
La dérive des instructions ou dérive des règles se produit lorsque des instructions ou des règles s'accumulent au fil du temps jusqu'à devenir ingérables ou inappropriées. Il s'agit d'un type de dérive des objectifs. L'accumulation des exigences bureaucratiques aboutit à des procédures extrêmement complexes qui sont souvent mal comprises, agaçantes, chronophages ou ignorées. 
La dérive des instructions est courante dans les organisations complexes, où les règles et les recommandations sont édictées sur de longues périodes par des groupes de personnes dont la composition évolue sans cesse. La nature fluctuante de ces groupes les amène souvent à ajouter ou modifier des instructions plutôt que simplifier, consolider ou généraliser celles qui existent déjà. Il peut en découler un manque de clarté, d’efficacité, de communication, voire de cohérence. Afin de lutter contre la dérive des instructions, il convient notamment d’appliquer le principe KISS, d’articuler des principes généraux plutôt que de règles spécifiques et de faire confiance aux personnes dans leur capacité à faire preuve de discernement.
L'erreur fondamentale en lien avec de dérive des instructions est de croire que les gens lisent toutes les instructions avec le même niveau d'attention et de compréhension, quel qu’en soit le volume ou la complexité. Cette erreur aboutit souvent à la création de nombreuses nouvelles règles ayant délibérément pour objet d’exercer un contrôle sur les autres par la force, sans envisager le consensus ou la collaboration. Ce type de conduite a tendance à braquer les gens, même lorsque les personnes qui en sont à l’origine agissent avec de bonnes intentions.

## Caractéristiques
La dérive des instructions se produit lentement, ce qui rend plus difficile de relever l’accumulation du fardeau de règles et de procédures complexes. Au fur et à mesure que les changements interviennent, le phénomène de normalité rampante (en) fait que les gens s'adaptent à chaque changement pris individuellement sans se rendre compte que le système pris dans son ensemble n’est plus normal ni favorable au but poursuivi. Dans certains cas, les règles applicables sont si nombreuses qu’il devient impossible de s’y conformer.
Nombre des règles ajoutées au fil du temps visent à couvrir des cas extrêmes ou d'autres situations peu courantes,. Par exemple, une règle indiquera que tout le monde doit porter des bottes de travail dans les lieux de travail industriels, un peu plus tard cette règle sera élargie pour indiquer que les employés travaillant dans les immeubles de bureaux sont exemptés de cette obligation et plus tard encore, elle sera élargie pour préciser si une personne doit changer de chaussures lorsqu’elle se déplace d'une partie du bâtiment à une autre. Dans d'autres cas, la dérive des règles aboutit à ce qu’une règle soit appliquée de façon plus large qu’il n’était initialement prévu, Par exemple, la règle indiquera que tout le monde doit porter des bottes de travail et cette règle interne sera appliquée aux chauffeurs-livreurs de colis (en).
La dérive des instructions réduit le cadre dans lequel les gens peuvent faire usage de leurs facultés de jugement et de leur appréciation discrétionnaire (en). Par exemple, au lieu de dire aux employés que les dépenses (en) raisonnables engagées lors des voyages d'affaires seront remboursées, des règles peuvent s'accumuler au fil du temps pour exposer précisément quelles dépenses seront remboursées dans quelles circonstances. Attendre des gens qu’ils suivent les règles plutôt que faire usage de leurs facultés de jugement est une forme de microgestion.

## Résultats

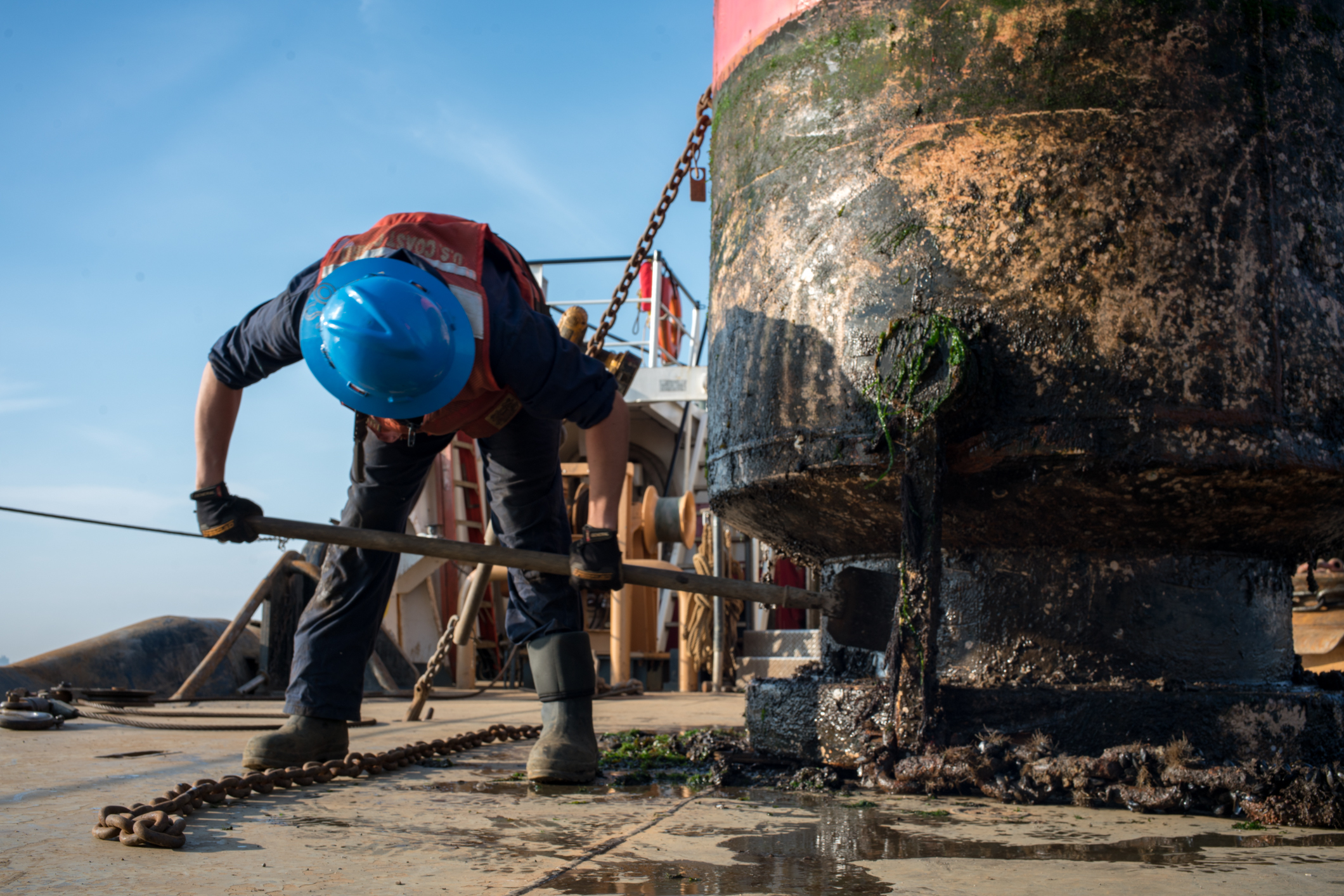
Reed Hastings et, de Netflix, ont comparé la « complexité perturbante » de la dérive des instructions aux cirripèdes marins, qui s'accumulent au fil du temps et que l'on doit retirer pour garantir le bon fonctionnement des équipements.

Les employés peuvent passer trop de temps à s’occuper de paperasserie, que ce soit pour se conformer aux règles ou pour consigner la preuve de leur conformité aux procédures. Les processus inadaptés et la complexité peuvent détourner les employés d'objectifs importants. Les règles gênent les personnes et les équipes dans leurs efforts pour atteindre leurs objectifs ou trouver de meilleures solutions aux problèmes auxquels elles sont confrontées.
Dans la sphère civile, la dérive des règles peut aboutir lentement à la création ou à l’extension de règles injustifiées qui sapent les libertés individuelles[réf. nécessaire]. Il peut être difficile de trouver un équilibre et de déterminer quelles règles sont justifiées, car une règle qui impose une contrainte à une personne (par exemple, quelqu'un qui veut faire une fête bruyante tard le soir) peut également offrir un bénéfice à une autre (par exemple, des personnes qui ne veulent pas supporter les soirées bruyantes de leurs voisins quand elles ont besoin de dormir).

## Suppression des règles
Lorsque les règles deviennent excessives, il peut être nécessaire de procéder à leur suppression systématique.  Des entreprises comme Thrivent (en) et Google procèdent à l’identification et à la suppression volontaires de règles. Netflix a mis en place une politique d'entreprise visant à réduire les règles au minimum. Supprimer les règles et y résister demande un effort conscient,. Dans certains cas, les règles peuvent être modifiées pour réduire les dépenses, comme soumettre la photo d'un reçu au lieu d'un reçu papier original. Dans d'autres cas, des règles spécifiques peuvent être remplacées par des déclarations de principes plus généraux et une décision permettant aux personnes d'utiliser leur capacité à faire preuve de discernement.